# Paradela del Río
Paradela del Río es una localidad del municipio leonés de Toral de los Vados, en la Comunidad Autónoma de Castilla y León. 
La iglesia está dedicada a San Pedro.

## Localidades limítrofes
Confina con las siguientes localidades:
- Al norte con Penedelo.
- Al noreste con Toral de los Vados.
- Al este con Villadepalos.
- Al sur con Peón.
- Al suroeste con Requejo.
- Al oeste con Paradela de Arriba.

## Demografía
Evolución de la población
| Gráfica de evolución demográfica de Paradela del Río entre 2000 y 2017 |
|                                                                        |
| Población de derecho (2000-2017) según el padrón municipal del INE     |

## Historia
Así se describe a Paradela del Río en el tomo XIII del Diccionario geográfico-estadístico-histórico de España y sus posesiones de Ultramar, obra impulsada por Pascual Madoz a mediados del siglo XIX:

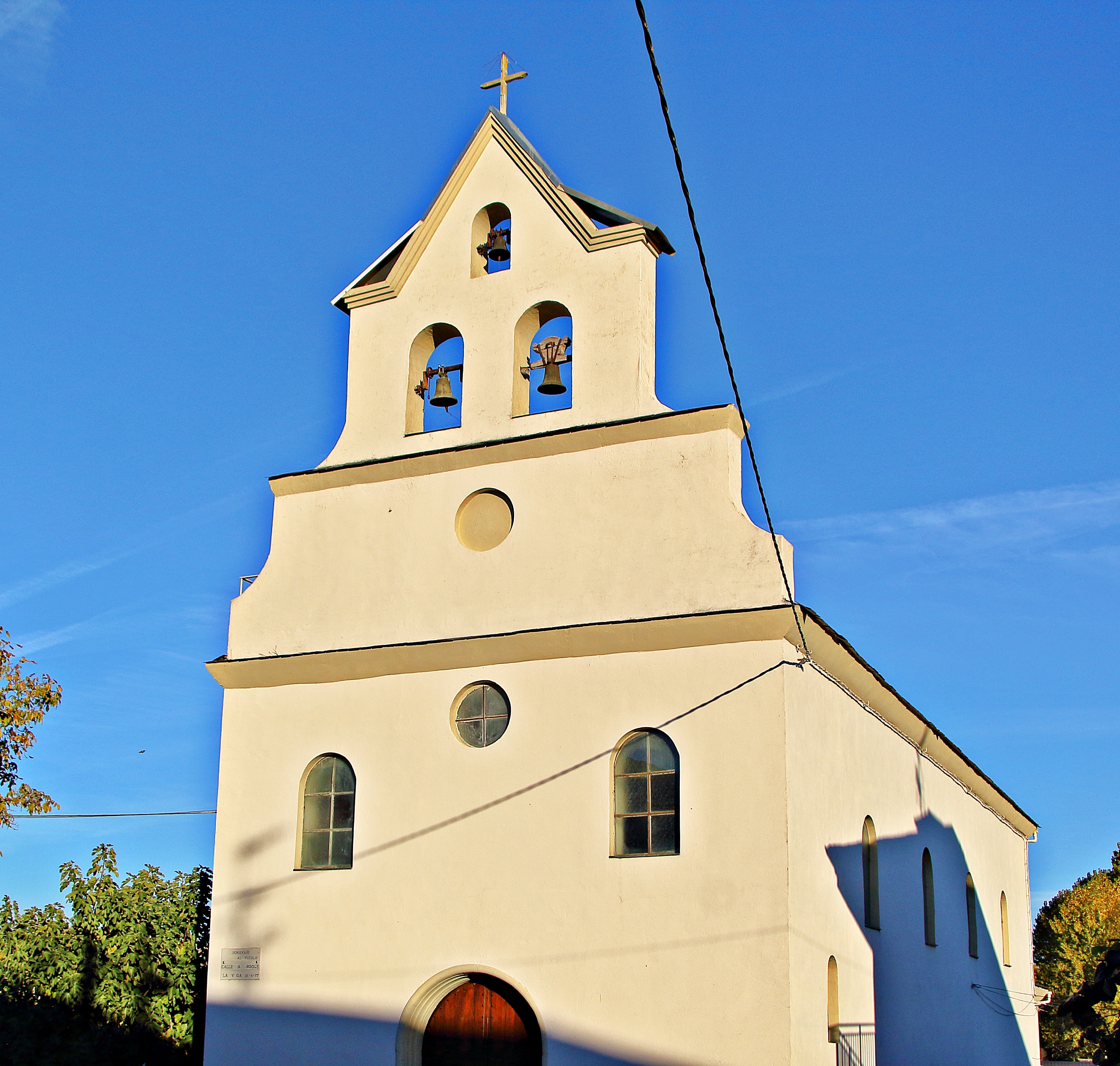
Iglesia de San Pedro en Paradela del Río

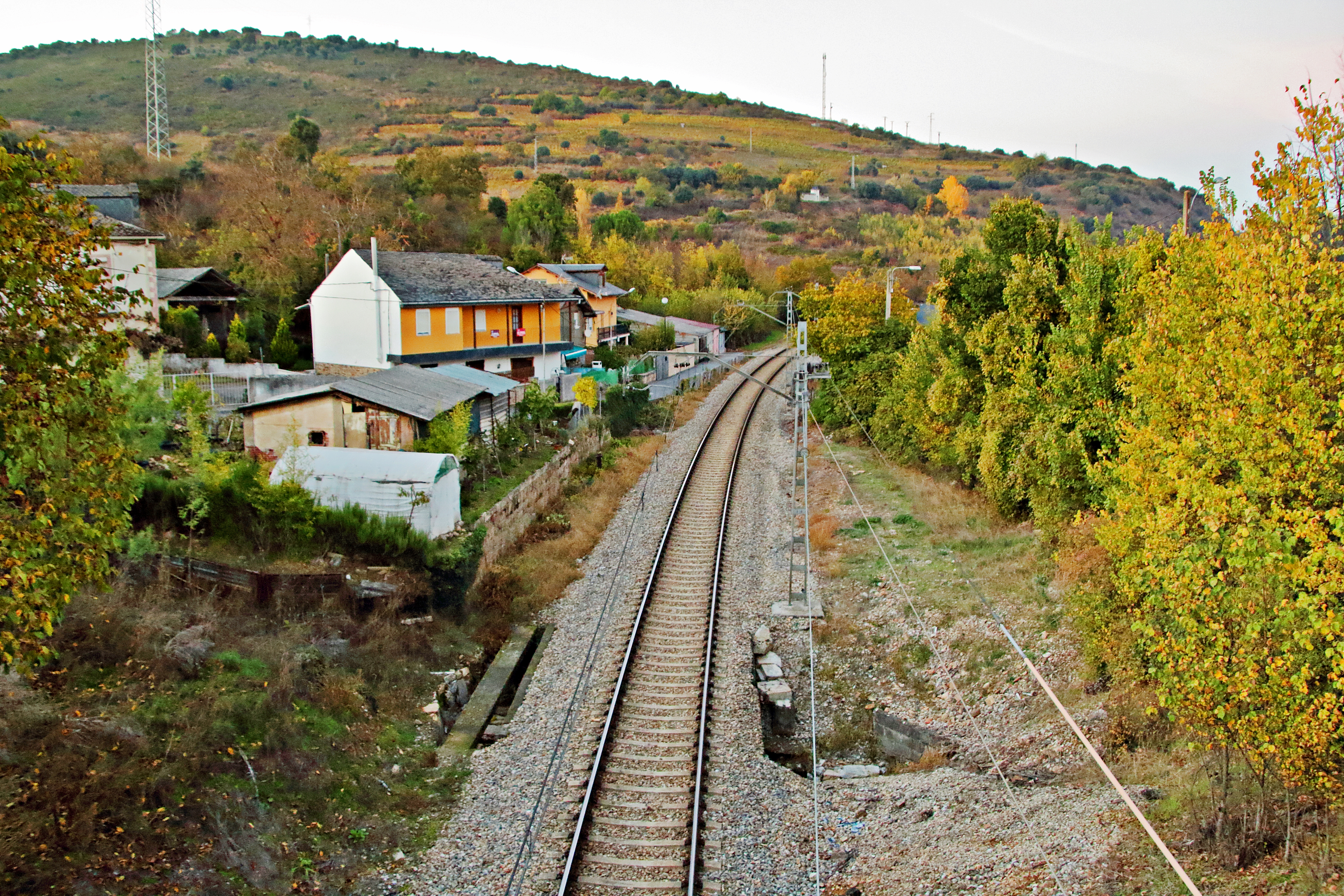
Línea del ferrocarril atravesando Paradela del Río

Lugar en la provincia de León (20 leguas), partido judicial de Villafranca del Bierzo (1 ¾), diócesis de Astorga (12), audiencia territorial y capitanía general de Valladolid (38), ayuntamiento de Corullón. Se compone de dos barrios distintos entre sí como medio cuarto de legua, llamados de Arriba y de Abajo; el primero se halla situado a la falda de un monte en terreno peñascoso y sumamente quebrado; el segundo ocupa una ribera al pie de otro monte y a las márgenes de los ríos Burbia y Valcarce ya reunidos. Su clima es frío e insalubre; sus enfermedades más comunes tercianas y pulmonías. Tiene sobre 60 casas; escuela de primeras letras por 6 meses, a la que asisten unos 30 niños, dotada con 300 reales; iglesia parroquial (Santa Lucía) que comprende otros dos pequeños barrios llamado Peón de Abajo y Valiña, servida por un cura de segundo ascenso y provisión del ordinario; una ermita (San Roque), y buenas aguas potables. Confina con Corullón, Requejo y Friera. El terreno es de mala calidad, y de secano la mayor parte; por él corren las aguas de los ríos Sil, Cúa, Burbia y Valcarce, cuya confluencia se verifica en el término. Los montes se hallan poblados de roble, alcornoque, castaños y matas bajas. Los caminos son locales, excepto el que dirige al valle de Valdeorras; recibe la correspondencia de Villafranca. Producciones: granos, patatas, vino, legumbres, hortaliza y frutas; cría ganado vacuno y cabrío, caza mayor y menor, y pesca de truchas. Industria: 2 molinos harineros. Población: 40 vecinos, 180 almas. Contribución: con el ayuntamiento. El dominio directo de todo el terreno de este pueblo con el de sus anejos barrios, pertenecía al extinguido monasterio de monjes bernardos de Carracedo.
Diccionario geográfico-estadístico-histórico de España y sus posesiones de Ultramar